# Vanessa Radman
Vanessa Radman (* 1974 in Križevci, SFR Jugoslawien) ist eine kroatische Schauspielerin.

## Leben
Als Jugendliche zog sie mit ihrer Familie nach Wuppertal. Ihr Abitur machte sie am Gymnasium an der Siegesstraße. In Wuppertal spielte sie Theater im Ensemble neue wuTH. Von 1998 bis 2002 studierte sie Schauspiel an der Folkwang Universität der Künste in Essen. In Köln absolvierte sie als Stipendiatin der Sat. 1 Actors Class 2002 einen Hollywood Acting Workshop bei M.K. Lewis und 2005 einen Workshop an der Internationalen Filmschule Köln bei Cédric Klapisch.
Als Werbemodel war sie hauptsächlich in Kroatien aktiv.

## Theater
Von 2003 bis 2005 hatte sie ein Engagement am Theater Lübeck. Sie stand auch auf der Bühne beim Theater der Welt 2002 in Duisburg und Buenos Aires, am Theater an der Ruhr in Mülheim an der Ruhr (2003) und dem Schauspiel Köln (2011).

## Film
Ihre Schauspielkarriere im Film begann in Deutschland mit Nebenrollen, zum Beispiel in den Serien Der Fahnder (2001, Regie: Michael Zens), Nikola (2001, Regie: Ulli Baumann), SK Kölsch (2002, Regie: Markus Fischer), Ein Fall für zwei (2001, Regie: Peter Adam und 2005, Regie: Martin Gies), SOKO Leipzig (2005, Regie: Oren Schmuckler und 2015, Regie: Robert Del Maestro) und SOKO Köln (2006, Regie: Patrick Winczewski).
In der kroatischen Telenovela Obični ljudi (Normale Menschen) hatte sie von 2006 bis 2007 in 157 Folgen die Hauptrolle. Sie spielte dort die Vanja Kincl, die älteste von drei Schwestern. In der Telenovela Ponos Ratkajevih (Der Stolz des Adels) spielte sie von 2007 bis 2008 in 153 Folgen die Elisabeth Cohen. In 59 Folgen der Telenovela Zakon ljubavi (Das Gesetz der Liebe) spielt sie 2008 die Anwältin Maja Lena Nardelli. In der Telenovela Zora dubrovačka über die Belagerung von Dubrovnik, die in Kroatien, Bosnien und Herzegowina, Montenegro und Slowenien ausgestrahlt wurde, spielte sie 2013 in 79 Folgen die Maris Knego. Nach einer Verletzung musste Vanessa Radman durch die Schauspielerin Ines Bojanić ersetzt werden.
Sie war eine der ersten kroatischen Schauspielerinnen, die nach den Jugoslawienkriegen in Serbien vor der Kamera standen.
In der vierten Staffel des kroatischen Let’s Dance (Ples sa zvijezdama), die von der Sängerin Franka Batelić gewonnen wurde, schaffte Vanessa Radman es 2009 zusammen mit dem Tänzer Robert Schubert in die dritte Runde.

## Filmografie (Auswahl)
- 2006–2007: Obični ljudi (157 Folgen), Regie: Branko Ivanda, Nikola Ivanda, Roman Majetić
- 2007–2008: Ponos Ratkajevih (153 Folgen)
- 2008 Zakon ljubavi (59 Folgen)
- 2009: Ples sa zvijezdama
- 2010: Šesto čulo (6 Folgen)
- 2010: Max Schmeling, Regie: Uwe Boll

## Theaterrollen (Auswahl)
- Julia in ABC Romeo von Wolfgang Schmid. Regie: Martin Schulze
- Jenny in Das Maß der Dinge von Neil LaBute. Regie: Tanja Coppola
- Ilse in Frühlings Erwachen von Frank Wedekind. Regie: David Hevia
- Ophelia in Hamlet von William Shakespeare. Regie: Barbara Neureiter
- Regina in Süden von Julien Green. Regie: Malte Kreutzfeldt
- Charlotte Wallace in Trotz aller Therapie von Christopher Durang. Regie: Adnan G. Köse
- Sue in Zementgarten von Wolfgang Schmid und Martin F. Wall (frei nach dem Roman Der Zementgarten von Ian McEwan). Regie: Tanja Coppola
- Frau Tod in Mein Kampf von George Tabori. Regie: Serdar Somuncu

## Auszeichnungen
- 2008: Jurypreis der Večernjakova domovnica (Auszeichnung für die besten Kroaten, die im Ausland wohnen, der in Bad Homburg vor der Höhe vergeben wird) in der Kategorie „beste Schauspielerin“.[3]
- 2010: Večernjakova domovnica in der Kategorie „beste Schauspielerin“, gemeinsam mit Ivanka Brekalo[4]